# Stenoonops reductus
Stenoonops reductus là một loài nhện trong họ Oonopidae.
Loài này thuộc chi Stenoonops. Stenoonops reductus được miêu tả năm 1942 bởi Bryant.